# The Pageant
The Pageant (znany także jako The Pageant Concert NightClub) – amerykański klub muzyczny znajdujący się w dzielnicy Delmar Loop, w zachodniej części miasta Saint Louis w stanie Missouri. Należy do jednego z popularniejszych obiektów kulturalnych w mieście. Klub oferuje występy wykonawców z różnych kręgów muzycznych, jak między innymi pop, indie rock, hip-hop, jazz oraz blues. Nazwa obiektu pochodzi od mieszczącego się w przeszłości kina, które usytuowane było trzy przecznice na wschód, na Delmar Boulevard. Obiekt posiada fasadę oraz ramkę, której jasne kolory i napis wykonany z neonu, mają przypominać klasyczne kino. Pojemność klubu wynosi od 1000 do 2300 miejsc. Otwarty został 19 października 2000.
W rankingu opublikowanym przez magazyn Pollstar w 2014, obiekt zajął 6. miejsce pod względem sprzedaży biletów spośród czołowych klubów świata. W roku 2008 w tym samym rankingu, zajął 4. miejsce. 
Klub posiada salę koncertową, halo bar, barek, mniejszą salę, przeznaczoną dla mniejszych przedstawień oraz sklep detaliczny który prowadzi sprzedaż towaru z koncertów. Obiekt jest także przystosowany do korzystania dla osób niepełnosprawnych.
W klubie, na przestrzeni lat, swoje występy dawali między innymi: Foo Fighters, Queens of the Stone Age, 3 Doors Down, Incubus, Deftones, Fear Factory, Linkin Park, OutKast, Vince Neil, The Offspring, Green Day, Rammstein, Gov't Mule, Alice Cooper, The Black Crowes, Iggy Pop, Slayer, Bush, Rob Zombie, 30 Seconds to Mars, Danzig, Soulfly, In Flames, Down, Sonic Youth, Evanescence, Queensrÿche, Michael Bublé, Limp Bizkit, Korn, Sevendust, Primus, Bob Dylan, Dream Theater, Godsmack, Slipknot, Velvet Revolver, Marilyn Manson, Alter Bridge, Muse, Lenny Kravitz, Trivium, Chevelle, Black Label Society, HIM, Pet Shop Boys, New Found Glory, Kings of Leon, Morrissey, Alice in Chains, Deep Purple, The Cult, Avenged Sevenfold, Meat Puppets, Opeth, Motörhead, Testament, Rise Against, Gojira, Yes, Disturbed, Seether, Hollywood Undead, Lamb of God, Arctic Monkeys, Chuck Berry, Papa Roach, Slash, Soundgarden, Suicidal Tendencies, Ghost, The Smashing Pumpkins.